# Îlots de l'Île Verte
Les îlots de l'Île Verte sont un ensemble d'îlots et de rochers côtiers inhabités situés dans le nord-ouest de l'océan Atlantique, entre l'archipel français de Saint-Pierre-et-Miquelon et la péninsule de Burin de la côte sud de l'île canadienne de Terre-Neuve (province de Terre-Neuve-et-Labrador).

## Différend frontalier
Au même titre que l'île Verte située juste au nord, leur souveraineté a été longtemps incertaine entre le Canada et la France. 
Ce groupe d’îles se trouve cependant depuis 1972 dans les eaux territoriales canadiennes pour leur majorité et la délimitation frontalière avec la France passe à basse mer par le point le plus occidental de son îlot le plus au sud-ouest, créant ainsi une frontière d'une longueur de 54 mètres.
Juste au sud-est, un rocher, l'Enfant Perdu de l'Île Verte, se trouve dans les eaux territoriales françaises.